# 松波昭哉
松波 昭哉（まつなみ しょうや、1992年4月11日 - ）は、ラグビーユニオン選手。

## プロフィール
U17日本代表、高校日本代表、ジュニア・ジャパン、U20日本代表に選ばれた。

## 略歴
2011年、東福岡高校卒業後、明治大学に入る。なお東福岡高校時代、高校日本代表に選ばれたことがある。また東福岡高校時代の同級生に北川賢吾、中島進護、西内勇人、布巻峻介、水上彰太らがいる。
2012年、U20日本代表として「IRBジュニアワールドラグビートロフィー」に出場。
2015年、明治大学卒業後、クボタスピアーズ(現・クボタスピアーズ船橋・東京ベイ)に加入。同年11月14日に行われたジャパンラグビートップリーグ第1節の東芝ブレイブルーパス戦にて先発出場で公式戦初出場を果たす。
2025年5月、2024-25シーズン限りでのクボタスピアーズ船橋・東京ベイ退団を発表。